# Vion (Ardèche)
Pour les articles homonymes, voir Vion.
Vion est une commune française située dans le département de l'Ardèche, en région Auvergne-Rhône-Alpes.
Rattachée à la communauté d'agglomération Arche Agglo, ses habitants sont appelés les Vionnais et les Vionnaises.

## Géographie

### Situation et description
Vion est une commune à vocation essentiellement rurale. Elle est située au nord de Tournon, en bordure du Rhône, et rattachée à la communauté d'agglomération Arche Agglo .

### Communes limitrophes
Vion est limitrophe de six communes, trois étant situées dans le département de l'Ardèche et trois dans le département de la Drôme. Elles sont réparties géographiquement de la manière suivante :

### Climat
Pour des articles plus généraux, voir Climat d'Auvergne-Rhône-Alpes et Climat de l'Ardèche.
En 2010, le climat de la commune est de type climat du Bassin du Sud-Ouest, selon une étude du CNRS s'appuyant sur une série de données couvrant la période 1971-2000. En 2020, Météo-France publie une typologie des climats de la France métropolitaine dans laquelle la commune est dans une zone de transition entre le climat de montagne et le climat méditerranéen et est dans la région climatique  Moyenne vallée du Rhône, caractérisée par un bon ensoleillement en été (fraction d’insolation > 60 %), une forte amplitude thermique annuelle (4 à 20 °C), un air sec en toutes saisons, orageux en été, des vents forts (mistral), une pluviométrie élevée en automne (250 à 300 mm). 
Pour la période 1971-2000, la température annuelle moyenne est de 12,7 °C, avec une amplitude thermique annuelle de 17,9 °C. Le cumul annuel moyen de précipitations est de 893 mm, avec 7,3 jours de précipitations en janvier et 5,4 jours en juillet. Pour la période 1991-2020, la température moyenne annuelle observée sur la station météorologique de Météo-France la plus proche, sur la commune de Gervans à 2 km à vol d'oiseau, est de 14,3 °C et le cumul annuel moyen de précipitations est de 826,8 mm,. Pour l'avenir, les paramètres climatiques de la commune estimés pour 2050 selon différents scénarios d'émission de gaz à effet de serre sont consultables sur un site dédié publié par Météo-France en novembre 2022.

### Hydrographie
La partie orientale du territoire communal est bordé par le Rhône.

### Voies de communication
Le territoire communal est traversé par la route départementale 86 (ancienne route nationale RN86) parallèle au le Rhône et qui le longe sur sa rive droite permettant de relier Lyon à Nîmes par Pont-Saint-Esprit.

## Urbanisme

### Typologie
Au 1er janvier 2024, Vion est catégorisée bourg rural, selon la nouvelle grille communale de densité à 7 niveaux définie par l'Insee en 2022.
Elle est située hors unité urbaine. Par ailleurs la commune fait partie de l'aire d'attraction de Tournon-sur-Rhône, dont elle est une commune de la couronne,. Cette aire, qui regroupe 9 communes, est catégorisée dans les aires de moins de 50 000 habitants,.

### Occupation des sols
L'occupation des sols de la commune, telle qu'elle ressort de la base de données européenne d’occupation biophysique des sols Corine Land Cover (CLC), est marquée par l'importance des forêts et milieux semi-naturels (51,4 % en 2018), en diminution par rapport à 1990 (53,9 %). La répartition détaillée en 2018 est la suivante : 
forêts (46,7 %), cultures permanentes (18,6 %), zones agricoles hétérogènes (13,6 %), eaux continentales (7,1 %), zones urbanisées (6 %), milieux à végétation arbustive et/ou herbacée (4,6 %), prairies (3,4 %).
L'évolution de l’occupation des sols de la commune et de ses infrastructures peut être observée sur les différentes représentations cartographiques du territoire : la carte de Cassini (XVIIIe siècle), la carte d'état-major (1820-1866) et les cartes ou photos aériennes de l'IGN pour la période actuelle (1950 à aujourd'hui).

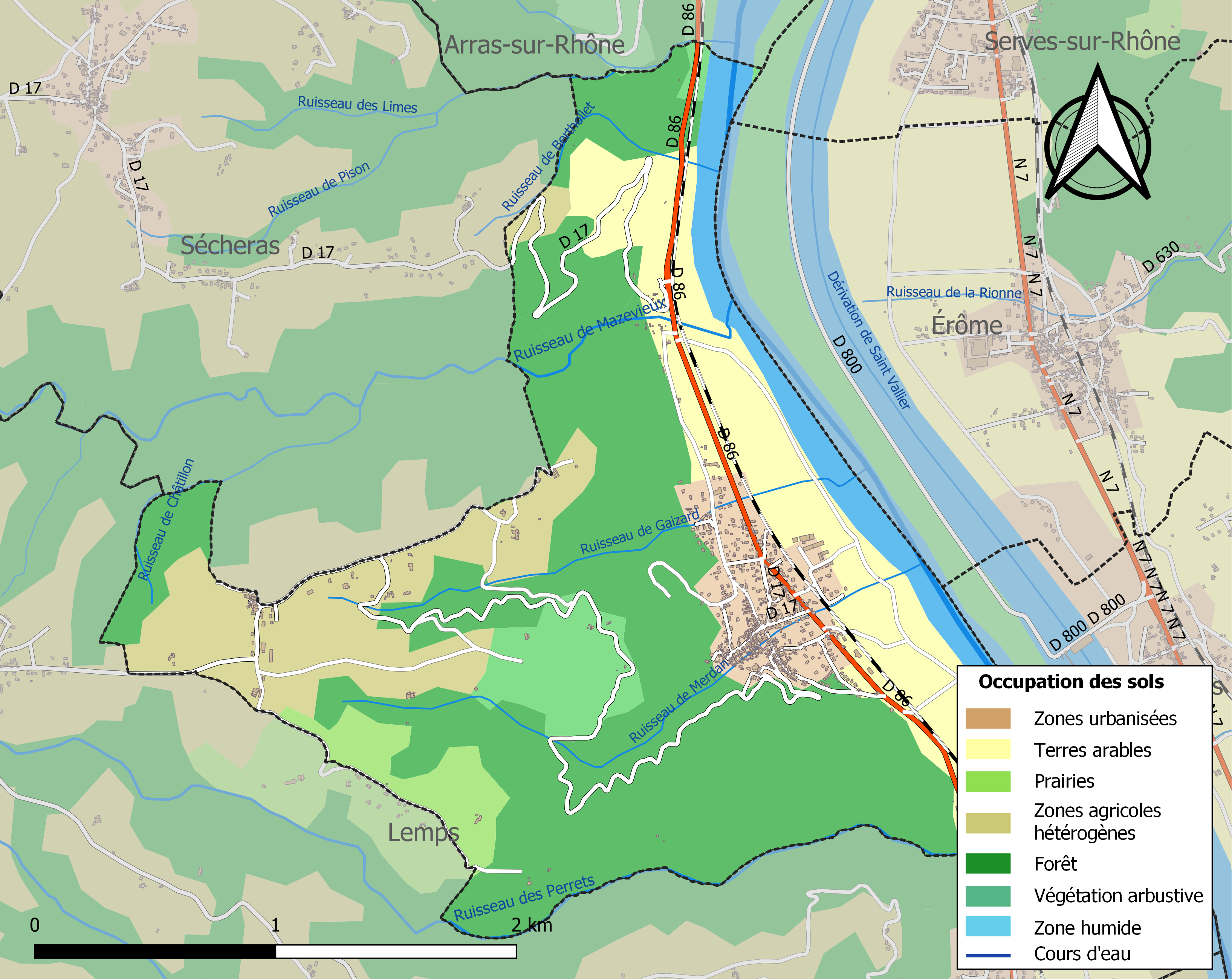
Carte des infrastructures et de l'occupation des sols de la commune en 2018 (CLC).

#### Risques sismiques
L'ensemble du territoire de la commune de Vion est situé en zone de sismicité no 3, dite « modérée » (sur une échelle de 1 à 5), comme la plupart des communes situées dans la vallée du Rhône, mais non loin de la limite orientale de la zone no 2, dite « faible » qui correspond au plateau ardéchois.
| Type de zone | Niveau            | Définitions (bâtiment à risque normal) |
| ------------ | ----------------- | -------------------------------------- |
| Zone 3       | Sismicité modérée | accélération = 1,1 m/s2                |

## Histoire
Les seigneurs de Vion au Xe siècle sont à l'origine de la maison d'Albon, qui deviendront Dauphins de Viennois par l'héritage de l'archevêque Brochard de Vienne.

## Politique et administration

### Liste des maires
| Période                                  | Période      | Identité        | Étiquette | Qualité                                                                   |
| ---------------------------------------- | ------------ | --------------- | --------- | ------------------------------------------------------------------------- |
| mars 1983                                | 29 mars 2014 | Maurice Quinkal | PRG       | Enseignant, Conseiller général du canton de Tournon-sur-Rhône (2001-2015) |
| 29 mars 2014                             | mai 2020     | Michel Darnaud  |           | Retraité de la fonction publique                                          |
| mai 2020                                 | en cours     | David Bonnet    |           | Ouvrier qualifié de type industriel                                       |
| Les données manquantes sont à compléter. |              |                 |           |                                                                           |

## Population et  société

### Démographie
L'évolution du nombre d'habitants est connue à travers les recensements de la population effectués dans la commune depuis 1793. Pour les communes de moins de 10 000 habitants, une enquête de recensement portant sur toute la population est réalisée tous les cinq ans, les populations de référence des années intermédiaires étant quant à elles estimées par interpolation ou extrapolation. Pour la commune, le premier recensement exhaustif entrant dans le cadre du nouveau dispositif a été réalisé en 2005.

En 2022, la commune comptait 932 habitants, en évolution de −1,06 % par rapport à 2016 (Ardèche : +2,48 %, France hors Mayotte : +2,11 %).
| 1793 | 1800 | 1806 | 1821 | 1831 | 1841 | 1846 | 1851 | 1856 |
| ---- | ---- | ---- | ---- | ---- | ---- | ---- | ---- | ---- |
| 645  | 678  | 688  | 733  | 623  | 750  | 775  | 761  | 759  |

| 1861 | 1866 | 1872 | 1876 | 1881 | 1886 | 1891 | 1896 | 1901 |
| ---- | ---- | ---- | ---- | ---- | ---- | ---- | ---- | ---- |
| 761  | 782  | 777  | 850  | 759  | 705  | 696  | 669  | 680  |

| 1906 | 1911 | 1921 | 1926 | 1931 | 1936 | 1946 | 1954 | 1962 |
| ---- | ---- | ---- | ---- | ---- | ---- | ---- | ---- | ---- |
| 652  | 662  | 586  | 538  | 561  | 547  | 566  | 564  | 560  |

| 1968 | 1975 | 1982 | 1990 | 1999 | 2005 | 2006 | 2010 | 2015 |
| ---- | ---- | ---- | ---- | ---- | ---- | ---- | ---- | ---- |
| 506  | 541  | 596  | 701  | 753  | 862  | 861  | 924  | 939  |

| 2020 | 2022 | - | - | - | - | - | - | - |
| ---- | ---- | - | - | - | - | - | - | - |
| 944  | 932  | - | - | - | - | - | - | - |

### Enseignement
La commune est rattachée à l'académie de Grenoble.

### Médias
Deux journaux sont distribués dans les réseaux de presse desservant la commune :
- L'Hebdo de l'Ardèche est un journal hebdomadaire français basé à Valence. Il couvre l'actualité de tout le département de l'Ardèche.
- Le Dauphiné libéré est un journal quotidien de la presse écrite française régionale distribué dans la plupart des départements de l'ancienne région Rhône-Alpes, notamment l'Ardèche. La commune est située dans la zone d'édition d'édition Annonay / Nord Ardèche.

### Cultes
L'église (propriété de la commune) et la communauté catholique de Vion sont rattachées à la Paroisse Saint-Luc-des-coteaux-et-de-Tournon, laquelle dépend du diocèse de Viviers.

## Culture et patrimoine

### Lieux et monuments
- Église Saint-Martin, est un édifice roman du XIIe siècle, elle domine le village sur sa colline, classée Monument historique (à l'exception de la nef romane, chapiteaux byzantin, XIXe siècle), cuve baptismale du XIe siècle, église restaurée au XVIe siècle

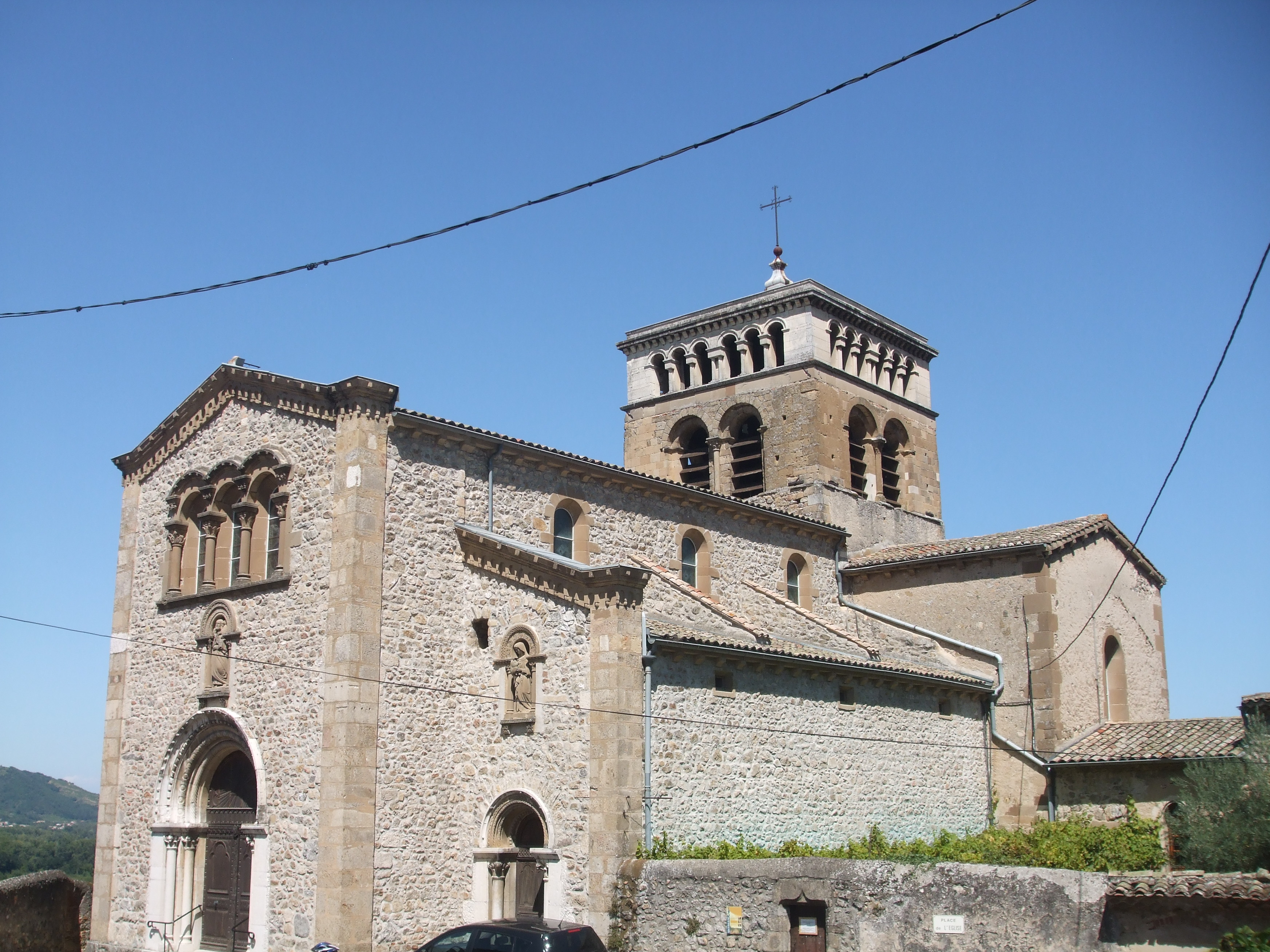
Église Saint-Martin de Vion

- Notre-Dame-de-Pitié statue du XVIe siècle dans une niche, bas du village

### Personnalités liées à la commune
- André Buffière, basketteur puis entraineur français, médaillé d'argent aux Jeux olympiques d'été de 1948, y est né.

### Héraldique
|  | Vion (Ardèche) possède des armoiries dont l'origine et le blasonnement exact ne sont pas disponibles. |